# 陰康氏
陰康氏（いんこうし、拼音: yīnkāng shì）は、古国時代に中華を治めたとされる伝説上の氏族である。陰康国の君主で、気功法のルーツとなる大舞を発明したとされる。

## 概要
現在の陝西省銅川市耀州区を根拠としたとされ、気功法を発明したとされる。これは大舞と呼ばれ、現在も断片的に残っている。
帝王としては、荷曲が43年、達耳が45年、媒蘭が37年、立路が40年間在位したとされる。何れも女で風姓であったとされる。
華原は磬と呼ばれる楽器の原料（玉または石）の産地であり、磬石の名産地であるとされる。そのため、この地で採れた石かた作られた磬を華原磬という。

## その後
雍州の古方国として耀州に、この末裔を称する国があったとされる。

## 一次資料での記述
1. ↑  『通鑑綱目』
2. ↑  『路史』